# Jorge Hernández González
Jorge Hernández González (Guadalajara, 22 febbraio 1988) è un ex calciatore messicano, di ruolo centrocampista.